# Ola Tunander
Göran Ola Tunander (født 19. november 1948 i Sofia sogn i Stockholm) er en svensk professor ved Institutt for fredsforskning (no) (PRIO) i Oslo.